# Sodoku
Sodoku ou espirilose é uma doença zoonótica causada pela bactéria gram-negativa Spirillum minus. É uma forma da febre da mordedura do rato similar a estreptobacilose.

## Causas
A infecção geralmente é adquirida através da mordida ou arranhão de um rato ou outro roedor como camundongos, esquilos e gerbilos. Também pode ocorrer por contato com secreções ou consumo de água infectada com a urina de roedores infectados. O sodoku é mais comum na Ásia. O período de incubação varia de 4 a 28 dias. 

## Sinais e sintomas
A lesão inicial causada pela mordida de um roedor vetor resulta em ulcerações e reações inflamatórias leves. As lesões podem sarar inicialmente, mas reaparecem com os sintomas do estágio avançado. Os sintomas incluem febre recorrente, com a temperatura corporal variando entre 38–40°C. A febre dura por 2–4 dias mas geralmente recua em 4–8 semanas. Este ciclo pode continuar por meses ou mesmo anos ininterruptamente. 
Outros sintomas incluem:
- Nódulos linfáticos inchados (linfadenopatia),
- Mal estar e vômito,
- Erupção cutânea marrom avermelhada macular ou formando placas,
- Ferida aberta,
- Calafrios,
- Dor de cabeça localizados.

Complicações
Caso não tratada adequadamente nos primeiros dias as complicações incluem:
- Septicemia,
- Pneumonia,
- Miocardite,
- Endocardite,
- Hepatite,
- Parotidite,
- Nefrite e,
- Meningite.

## Tratamento
Pode ser tratada com penicilina G ou tetraciclinas por via oral por 7 a 14 dias ou por via intravenosa. A taxa de mortalidade varia entre 6-10%.